# Nerax nigripes
Nerax nigripes là một loài ruồi trong họ Asilidae. Nerax nigripes được Macquart miêu tả năm 1850. Loài này phân bố ở vùng Tân nhiệt đới.